# ベルモズモドキ
ベルモズモドキ（学名：Vireo bellii）は、スズメ目モズモドキ科に分類される鳥類の一種。

## 形態
体長：12-13cm

## 分布
- 北米

## 保全状況評価
NEAR THREATENED (IUCN Red List Ver. 3.1 (2001))